# Conseil privé (Tonga)
Pour les articles homonymes, voir Conseil privé.
Le Conseil privé (Privy Council) est le conseil privé du royaume des Tonga. Il appartient aux branches exécutive et judiciaire du gouvernement tongien. À l'instar du Conseil privé britannique, sa principale fonction exécutive est de conseiller le monarque sur l'exercice de son pouvoir exécutif, tandis que sa principale fonction judiciaire est de constituer une instance suprême de cour d'appel.

## Fonctions exécutives
Le Conseil privé est composé du monarque (qui le préside), du conseil des ministres, du gouverneur de Haʻapai, et du gouverneur de Vaʻvau,. Ainsi, les fonctions exécutives du Conseil privé s'exercent principalement au travers du roi et de son conseil des ministres. Le Conseil privé « prend des décisions politiques majeures ». De jure, il s'agit du plus haut corps exécutif du Royaume.

## Fonctions judiciaires
Le Conseil privé nomme les juges de la cour d'appel.
Le Conseil comprend aussi un comité judiciaire, composé de quatre lords juridiques (Law Lords). En tant que cour juridique, ce comité « préside aux litiges ayant trait aux désaccords quant aux titres de noblesse et aux limites des domaines fonciers qui leur sont associés ». Il constitue également la plus haute cour d'appel aux Tonga pour toutes les affaires autres que pénales. En outre, le comité judiciaire « conseille le Roi dans l’exercice de ses pouvoirs judiciaires » et « examine les plaintes contre des juges ».

## Fonctions législatives
Le Conseil privé a autorité pour créer des lois, « sujettes à confirmation par le Parlement ». En tant que corps législatif, il est ainsi subordonné à l'Assemblée législative.